# جيمس دونداس
جيمس دونداس (10 سبتمبر 1842 - 23 ديسمبر 1879) اسكتلندي حاصل على وسام الصليب الفكتوري، وهي أعلى جائزة وأكثرها شهرة في مواجهة العدو والتي يمكن منحها للقوات البريطانية وقوات الكومنولث.